# Roy George
Roy George (Nieuw-Nickerie, 15 april 1953) is een Surinaams oud-voetballer. Hij speelde bij SV Voorwaarts en de Militaire Voetbal Vereniging (MVV). Vervolgens speelde hij lange tijd bij SV Robinhood en werd hij met de club twaalf keer landskampioen. Daarnaast speelde hij van 1972 tot 1985 voor het Surinaamse voetbalelftal. 

## Biografie
Roy George werd in Nieuw-Nickerie geboren. Hij is de zoon van een politieagent en verhuisde op zijn vijfde met zijn ouders Paramaribo. Daar groeide hij op aan de Verlengde Keizerstraat, waar veel op straat en op de erven gesport werd. Vanaf zijn tiende voetbalde hij bij het Jeugdcentrum. Hier werd hij opgemerkt door meneer Eenig die hem overhaalde om op het Mr. Bronsplein te voetballen. De bijbehorende bond had een jeugdcompetitie voor blootvoeters, waarin George speelde voor Flamingo.
Een jaar later ging hij met hulp van scouts naar de Sonny Boys en drie jaar later naar de jeugd van SV Voorwaarts. Een half seizoen later werd hij overgeplaatst naar het eerste team, op advies van Kenneth Snijders die er ook speelde. Zijn debuut maakte hij op het middenveld tegen SV Robinhood. Lang bleef hij niet bij Voorwaarts, omdat hij in militaire dienst moest. Daar voetbalde hij voor de Militaire Voetbal Vereniging (MVV). Nadat hij de militaire dienst verliet, schreef hij zich in april 1974 in bij SV Robinhood. Met deze club werd hij twaalf keer landskampioen, waaronder vier jaar met de aanvoerdersband. Hij stond vier keer in de finale van de Concacaf Champions Cup en werd vijf keer de Caraïbisch kampioen. In 1976 was hij samen met Errol Emanuelson topscorer van de competitie.
Hij speelde van 1972 tot 1985 voor het Surinaamse voetbalelftal. Een memorabel toernooi was voor George het CFU-kampioenschap van 1978. Hierin was hij aanvoerder en uiteindelijk werd Natio kampioen van het toernooi. "Ik kan me nog heugen dat ik met een volley een doelpunt maakte in de tweede wedstrijd tegen Trinidad en Tobago," herinnerde George zich. In het toernooi eindigde hij als topscorer. Doordat hij zich in de schijnwerpers had gespeeld, werd hij ook aanvoerder van het Caraïbische elftal. Hiermee wonnen zij met 5-1 van China, met doelpunten van hem en van Rinaldo Entingh.
In 1990 stopte hij zijn profcarrière bij Robinhood. Vervolgens voetbalde hij nog van 1990 tot 2007 voor de veteranen van SV Dego in Suriname en daarna voor Real Sranang in Nederland, waar hij ondertussen naartoe verhuisd was. In 2015 bracht hij nog een bezoek aan SV Transvaal en SV Robinhood om te praten over ondersteuning en samenwerking van het voetbal in Suriname.